# Albatros Dr.I
Die Albatros Dr.I war ein deutsches Versuchsjagdflugzeug aus dem Jahr 1917.

## Geschichte
Nach dem Auftauchen der sehr wendigen Sopwith Triplane brach in Deutschland ein regelrechter Dreidecker-Boom aus. Fast alle Hersteller begannen mit dem Bau von Dreideckern oder rüsteten vorhandene Flugzeuge um. Auf diese Weise entstand auch die Albatros Dr.I mit 8,7 m Spannweite auf Basis der Albatros D.V. Zwar konnte sich der Dreidecker auf mittlere Sicht nicht gegen die schnelleren Doppel- und später Eindecker durchsetzen, aber durch die Anfangserfolge, die mit der Fokker Dr.I erzielt wurden, war zunächst das Interesse geweckt. Aber bald schon ebbte der Boom wieder ab, denn der Luftwiderstand war einfach zu groß, um gegen Modelle wie die S.E.5 oder SPAD S.XIII bestehen zu können. Dennoch kam es bei Albatros zum Bau eines weiteren Dreideckers, diesmal eine völlige Neukonstruktion.

## Albatros Dr.II

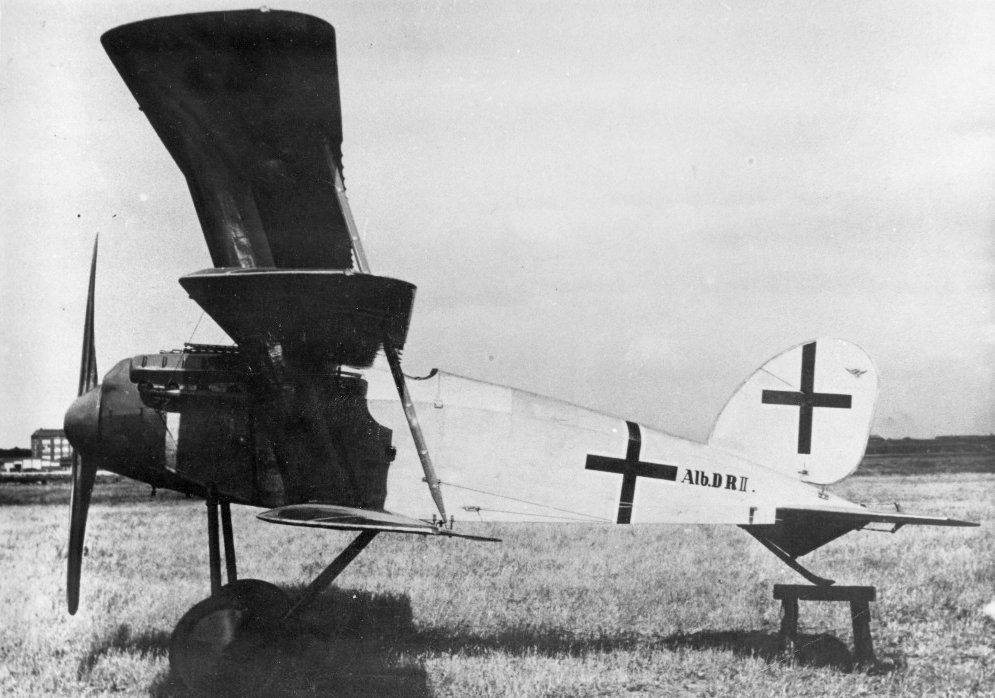
Albatros Dr.II

Gestaffelter, einstieliger Dreidecker mit identischer Spannweite aller Tragflächen. Querruder an allen Tragflächen. Sperrholzrumpf mit freitragendem Normalleitwerk.

## Technische Daten Dr.II
| Kenngröße    | Daten                                                    |
| ------------ | -------------------------------------------------------- |
| Länge        | 6,18 m                                                   |
| Spannweite   | 10,0 m                                                   |
| Höhe         | 3,34 m                                                   |
| Flügelfläche | 26,6 m²                                                  |
| Leermasse    | 676 kg                                                   |
| Startmasse   | 915 kg                                                   |
| Triebwerk    | ein wassergekühlter Benz Bz IIIbo V8 mit 195 PS (143 kW) |